# (2869) Nepryadva
(2869) Nepryadva es un asteroide perteneciente al cinturón de asteroides, descubierto el 7 de septiembre de 1980 por Nikolái Stepánovich Chernyj desde el Observatorio Astrofísico de Crimea (República de Crimea).

## Designación y nombre
Designado provisionalmente como 1980 RM2. Fue nombrado Nepryadva en homenaje al río Nepravda, afluente del río Don que fluye por Rusia.